# Oak City (Karolina Północna)
Oak City – miasto w Stanach Zjednoczonych, w stanie Karolina Północna, w hrabstwie Martin.